# Arthroleptella rugosa
Arthroleptella rugosa é uma espécie de anfíbio gimnofiono da família Pyxicephalidae. Está presente na África do Sul.